# William Ralph Inge

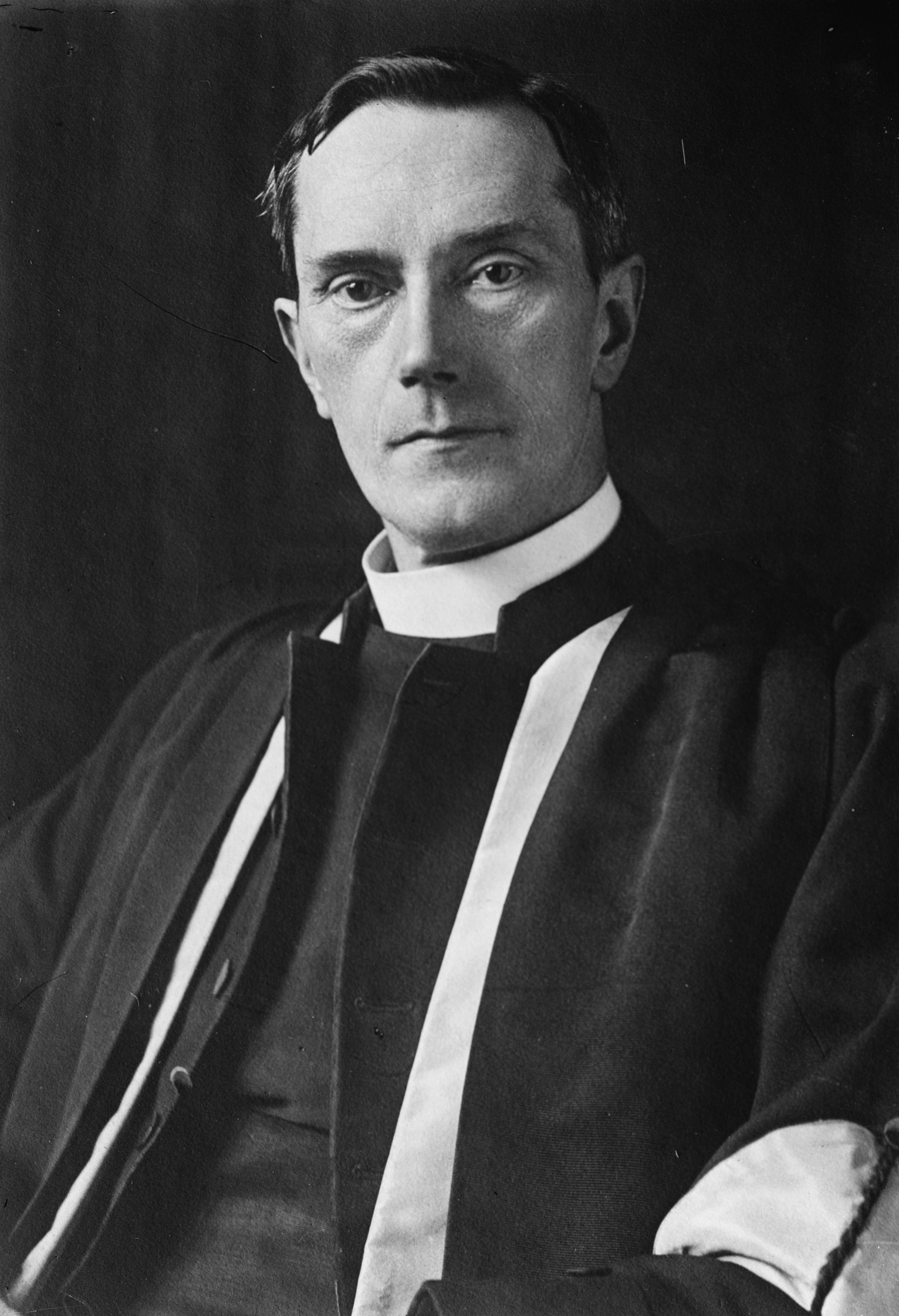
William Ralph Inge

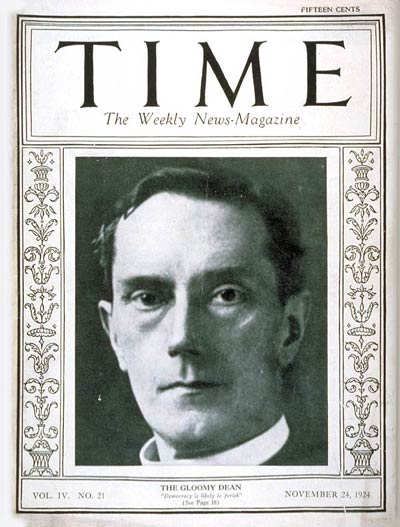
Das Timemagazine und The Gloomy Dean

William Ralph Inge (* 6. Juni 1860 in Crayke, Yorkshire; † 26. Februar 1954 in Wallingford, Oxfordshire) war ein britischer Schriftsteller, Philosoph und anglikanischer Priester und Theologe. Er wurde als einer der führenden Vertreter einer Synthese von Platonismus und Christentum bekannt. Mit einem stark intellektualistischem Zug ließ er der Christlichen Mystik hohe Anerkennung zukommen.

## Leben und Werk
William Ralph Inge besuchte von 1884 bis 1888 das Eton College und studierte von 1886 bis 1888 am King’s College der Universität Cambridge. Ab 1888 wirkte er als Tutor für Latein und Griechisch am Hertford College der Universität Oxford. In diesem Jahr wurde er zum Diakon der Church of England geweiht. Die einzige Pfarrstelle hatte er von 1905 bis 1907 in All Saints, Knightsbridge in London inne. Von 1907 bis 1911 wirkte er als Lady Margaret professor of divinity (Professor für christliche Studien) in Cambridge. 1911 wurde er Dekan der St Paul’s Cathedral in London. 1934 zog er sich aus dem beruflichen Kirchendienst zurück, um freier an eigenen Buchprojekten arbeiten zu können.
William Inge trat als hochproduktiver Autor in Erscheinung. Werke wie Christian Mysticism (1899), Truth and Falsehood in Religion (1906) und Faith (1909) wurden theologische Klassiker. Sein bedeutendstes Werk ist wohl The Philosophy of Plotinus (1918), eine Sammlung seiner Vorlesungen. Lesenswert sind auch die Outspoken Essays, 2 Bände (1919 und 1922) und Lay Thoughts of a Dean, 2 Bände (1926 und 1931), in denen er sich auch mit politischen und Kulturthemen auseinandersetzte. Diese beiden Werke brachten ihm den Ruf eines führenden Essayisten in Großbritannien ein. Er wirkte bis 1946 als Kolumnist für den Evening Standard. Er wurde vor allen Dingen als Plotin- und generell als Fachmann für die Neuplatonische Philosophie bekannt. Darüber hinaus forschte er intensiv im Bereich der Christlichen Mystik.
William Inge wurde als Kulturkritiker und Kritiker eines naiven Fortschrittsglaubens bekannt. Diese Ansichten vertrat er unter anderem in seiner Romanes-Vorlesung 1920 sowie in den Kolumnen des Evening Standard. Er wurde deswegen von der Presse als The Gloomy Dean (Der düstere Dekan) qualifiziert. Er äußerte sich an den genannten Stellen dahingehend, dass die wunderbaren Entdeckungen der modernen Welt zwar von großem technischen Wert seien, aber keinen wirklichen Fortschritt für die menschliche Natur darstellten. Nach Timothy Austen in den Gifford Lectures vertrat William Inge nicht nur elitäre Ansichten. Er kritisierte die Demokratie zugunsten der Herrschaft einer gebildeten Elite.  Er stand sozialstaatlichen Maßnahmen kritisch gegenüber. Er neigte zu eugenischen Positionen, die er für sich erst im Angesicht des diesbezüglichen Unrechtes des Nationalsozialistischen Staates teilweise relativierte. In Bezug auf die Freikörperkultur vertrat er für die Zeit sehr fortschrittliche Meinungen. Er unterstützte die Veröffentlichung des Buches The New Gymnosophy: Nudity and the Modern Life von Maurice Parmelee und kritisierte diejenigen Lokalpolitiker, die für ihre Strandbesucher das Tragen von Vollkörperbadeanzügen forderten.

## Ehrungen und Auszeichnungen
William Inge wurde 1918 zum Commander des Royal Victorian Order (CVO) ernannt und 1930 zum Knight Commander desselben Ordens (KCVO) erhoben. Er erhielt theologische Ehrendoktorwürden der Universitäten von Oxford und Aberdeen, Literatur-Ehrendoktorwürden der Universitäten Durham und Sheffield und Rechts-Ehrendoktorwürden der Universitäten Edinburgh und St. Andrews. Außerdem war er Fellow des King’s und des Jesus College in Cambridge sowie des Hertford College in Oxford. 1921 wurde er zum Fellow der British Academy gewählt. William Inge war dreimal für den Literaturnobelpreis nominiert worden.